# Fiat 1100 T
Der Fiat 1100T ist ein vom italienischen Automobilhersteller Fiat hergestelltes Kraftfahrzeug. Von Fiat wurde es als „Schnelltransporter“ bezeichnet. Es war der erste Kleintransporter von Fiat, der nicht auf einem Pkw basierte.

## Aufbau
Der Frontlenker war mit einem Vierzylinder-Reihenmotor mit 1089-cm³-Motor (Baumuster 103 D.007) ausgestattet, der mit 28 kW bei 4800/min. das Fahrzeug auf maximal 90 km/h beschleunigte. Das zulässige Gesamtgewicht betrug 2400 kg; die Zuladung 1100 kg. Der Radstand lag bei 2300 mm.
Das Modell 1100T wurde ab 1957 als Kastenwagen, Pritschenwagen, Kleinbus und Fahrgestell (Führerhaus mit Plattform) ausgeliefert. Das 1959 erschienene Nachfolgemodell Fiat 1100 T2 wurde mit einem 33 kW starken 1222-cm³-Motor versehen. Ab 1962 gab es den Fiat 305D mit 1901-cm³-Dieselmotor mit 34,5 kW.
1963 erhöhte sich die Nutzlast auf bis zu 1,3 Tonnen, während nun der Fiat-116-Ottomotor mit 1295 cm³ und 35 kW den bisherigen Ottomotor ersetzte.
Von 1966 bis 1968 wurde das Fahrzeug Modell 1100 Q2 genannt, es hatte nun den Fiat-Ottomotor 115C mit 1481 cm³ und 39 kW.
1968 ersetzte diesen der Fiat-Benzinmotor AZ mit 1438 cm³ und 37,5 kW, der bei geringerem Verbrauch über mehr Drehmoment verfügte. Der Dieselmotor wurde vom neuen Fiat-Motor 237AZ (1895 cm³, gleiche Leistung) ersetzt.
1971 wurde die Produktion in Italien beendet. Der Nachfolger, der Fiat 238, der bereits seit 1966 produziert worden war, erhielt gleichzeitig eine Überarbeitung.
Das Modell wurde auch von Steyr-Puch in Österreich und Zastava in Jugoslawien in Lizenz produziert.